# Zdzisław Dytel

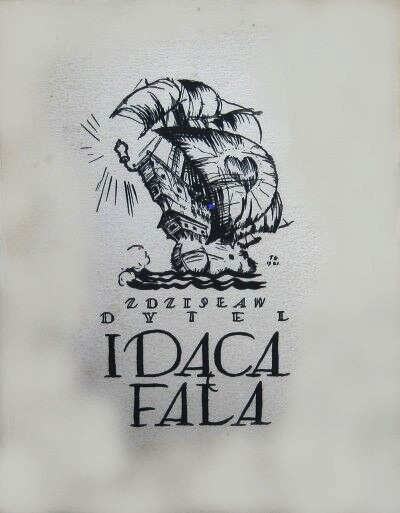
Okładka tomu wierszy Idąca fala, 1931

Zdzisław Dytel (ur. w 1898, zm. 24 stycznia 1921) – polski poeta, tłumacz i krytyk literacki.

## Życiorys
Jego rodzicami byli Edward – lekarz, ordynator w Szpitalu Dziecięcym w Warszawie,  i Anna z d. Chromińska. Miał dwoje rodzeństwa, siostrę – Annę i brata – Władysława.
Był jednym ze współtwórców czasopisma „Pro Arte et Studio” i zarazem szwagrem Edwarda Boyé, pierwszego redaktora naczelnego tytułu. Na jego łamach debiutował przekładami poezji francuskiej. Tłumaczył lirykę takich autorów jak Henri de Régnier, Émile Verhaeren, Leconte de Lisle, Maurice Maeterlinck, Edmond Haraucourt, Paul Féval, Émile Michelet i Alfred de Musset.
Napisał niewiele, m.in. wiersze Kwiaty i Ostatnia podróż. Nie zdążył, gdyż zmarł przedwcześnie, mając zaledwie 23 lata. Tak w 1921 napisał o nim Edward Boyé w listopadowo-grudniowym wydaniu miesięcznika literackiego „Skamander”: Zdzisław Dytel należał do gatunku ludzi, których przeznaczeniem było żyć poezją i dla poezji. (...) Wnosił ze sobą jasność i prostotę, wysokie poczucie estetyczne i poważną troskę o czystość formy poetyckiej.

## Twórczość
- Bunt – cykl wierszy
- Przekłady z liryki francuskiej, pod red. Krzysztofa Radziwiłła i Edwarda Boyé, wyd. Spółka Wydawnicza „Vita Nuova”, 1921
- Jak we śnie, wyd. pośmiertnie nakładem rodziców, 1921
- Idąca fala, wyd. pośmiertnie nakładem rodziny, 1931